# Othnocerus aethes
Othnocerus aethes är en skalbaggsart som beskrevs av Martins 1976. Othnocerus aethes ingår i släktet Othnocerus och familjen långhorningar. Inga underarter finns listade i Catalogue of Life.